# Roger Oakley
Roger Oakley es un actor neozelandés-australiano, conocido por haber interpretado a Tom Fletcher en la serie australiana Home and Away y a Doug Rutherford en la serie Something in the Air.

## Biografía
Roger está casado y tiene dos hijos.[cita requerida]

## Carrera
En 1978 apareció en la miniserie Against the Wind donde dio vida al padre Dixon.
Ese mismo año interpretó al mayor James Barrington en la serie The Sullivans, papel que también interpretó en 1979 en la película The John Sullivan Story.
En 1982 apareció por primera vez en la serie A Country Practice donde interpretó a Bill Rogers en los episodios "Frankie and Johnny: Part 1 & 2", Roger apareció nuevamente en la serie en 1984 donde dio vida a Chilla Yates en los episodios "Horse of a Different Colour: Part 1 & 2".
En 1983 apareció en varios episodios de la exitosa serie Prisoner donde interpretó al carpintero Chris Young, el esposo de la reclusa Janice Young (Catherine Wilkin).
El 17 de enero de 1988 se unió al elenco de la popular y exitosa serie australiana Home and Away donde interpretó a Thomas Robert "Tom" Fletcher, el primer esposo de Pippa King hasta el 30 de abril de 1990, luego de que su personaje sufriera un derrame cerebral mientras conducía y muriera. Roger regresó a la serie como invitado en el 2008 luego de que se le apareciera como un fantasma a su hija Sally Fletcher luego de que la acuchillaran, su última aparición el 18 de febrero del mismo año.
En 1994 se unió al elenco de la serie The Damnation of Harvey McHugh donde interpretó a Bernard.
En 1997 interpretó al Rey Xenon, el ambicioso gobernante de Garantis en la serie Hercules: The Legendary Journeys.
En 1999 apareció por primera vez en la serie policíaca Blue Heelers donde interpretó a Russ Cavell, Roger interpretó nuevamente a Russ en el 2000.
El 17 de enero de 2000 se unió al elenco principal de la serie Something in the Air donde interpretó al controversial político Doug Rutherford, hasta el 2002.
En el 2007 dio vida a Sam Curtis en la serie médica All Saints.
En el 2008 apareció como invitado en la serie Satisfaction donde dio vida a Greg. Ese mismo año el 8 de mayo apareció como invitado en la popular serie australiana Neighbours donde interpretó al granjero Jim Parker, el padre de Stuart (Blair McDonough), Ned (Dan O'Connor) y Steve Parker (Steve Bastoni), hasta el 13 de mayo del mismo año luego de que su personaje decidiera mudarse nuevamente a Oakey.
En el 2011 interpretó a un oficial de la aduana en la película para la televisión Underbelly Files: The Man Who Got Away.

## Filmografía
- Series de Televisión

| Año               | Serie                            | Personaje             | Notas                                        |
| ----------------- | -------------------------------- | --------------------- | -------------------------------------------- |
| 2013              | Winners & Losers                 | Pat O'Keefe           | episodio "It's a Nice Day to Start Again"    |
| 2008              | Satisfaction                     | Greg                  | episodio "A Good Eye for Shoes"              |
| 2008              | The Hollowmen                    | -                     | episodio "A Time for Talk"                   |
| 2008              | Neighbours                       | Jim Parker            | 4 episodios                                  |
| 1988 - 1990, 2008 | Home and Away                    | Thomas "Tom" Fletcher | 322 episodios                                |
| 2007              | All Saints                       | Sam Curtis            | episodio "Push Me, Pull Me"                  |
| 2000 - 2002       | Something in the Air             | Doug Rutherford       | 320 episodios                                |
| 1999 - 2000       | Blue Heelers                     | Russ Cavell           | 4 episodios                                  |
| 1999              | Duggan                           | Brigadier Endacott    | episodio "Last Resort"                       |
| 1998              | State Coroner                    | Barry Randall         | episodio "Flying Solo"                       |
| 1998              | Halifax f.p.                     | Frank Bailey          | episodio "Isn't It Romantic"                 |
| 1997              | Good Guys Bad Guys               | Ron "Maddog" Morello  | episodio "A Bilby in Rat's Clothing"         |
| 1997              | Hercules: The Legendary Journeys | Rey Xenon             | episodio "Long Live the King"                |
| 1996              | Shark Bay                        | -                     | -                                            |
| 1995              | Correlli                         | Jack Glennon          | episodio "Revelations"                       |
| 1994              | The Damnation of Harvey McHugh   | Bernard               | 13 episodios                                 |
| 1990              | Motormouth                       | -                     | episodio # 3.17                              |
| 1987              | The Flying Doctors               | Bert Webster          | episodio "Fifty-two Hours Straight"          |
| 1984              | A Country Practice               | Chilla Yates          | 2 episodios                                  |
| 1984              | Eureka Stockade                  | Scobie                | miniserie                                    |
| 1983              | Prisoner                         | Chris Young           | 9 episodios                                  |
| 1982              | Sons and Daughters               | Dr. Parker            | -                                            |
| 1981              | Women of the Sun                 | Mr. Johnson           | episodio "2: Maydina the Shadow" - miniserie |
| 1979              | Skyways                          | Joe D'Angelo          | 2 episodios                                  |
| 1978              | The Sullivans                    | Maj. James Barrington | -                                            |
| 1978              | Against the Wind                 | Padre Dixon           | 3 episodios - miniserie                      |
| 1977              | Hunter's Gold                    | Cameron               | -                                            |

- Películas

| Año  | Título                                 | Personaje              | Notas                                                                                |
| ---- | -------------------------------------- | ---------------------- | ------------------------------------------------------------------------------------ |
| 2011 | Game                                   | Simon                  | junto a Harli Ames & Jolene Anderson                                                 |
| 2011 | Underbelly Files: The Man Who Got Away | Oficial de Aduana      | junto a Toby Schmitz, Claire van der Boom & Nick Teoh                                |
| 2011 | The Last Waltz                         | Liam                   | corto - junto a Lois Collinder, Michael Finney & Gary Samolin                        |
| 2009 | My Year Without Sex                    | Padre de Natalie       | junto a Portia Bradley, Sacha Horler, Matt Day, Roy Davies & Travis Cotton           |
| 2006 | Court of Lonely Royals                 | -                      | junto a Damon Gameau, Samantha Noble, Leah de Niese & Ayse Tezel                     |
| 1999 | Joe Wilkinson                          | Mr. Wilkinson          | junto a Lewis Devaney, David McAlister & Gemma Owens                                 |
| 1988 | The Far Country                        | Oficial de Inmigración | junto a Michael York, Sigrid Thornton & Alan Dale                                    |
| 1997 | The Last of the Ryans                  | Justice Starke         | junto a Richard Roxburgh, Ian Smith, Zoe Bertram & Ashleigh McInne                   |
| 1987 | Ground Zero                            | Director Comercial     | junto a Colin Friels, Jack Thompson & Donald Pleasence                               |
| 1987 | Travelling North                       | Stan                   | junto a Leo McKern, Julia Blake, Graham Kennedy, Diane Craig & Drew Forsythe         |
| 1982 | Sara Dane                              | -                      | junto a Juliet Jordan, Harold Hopkins, Brenton Whittle, Sean Scully & Damon Herriman |
| 1979 | The John Sullivan Story                | Mayor James Barrington | junto a Andrew McFarlane, Olivia Hamnett, Frank Gallacher & Jonathan Hardy           |
| 1977 | Sleeping Dogs                          | Líder de los Asesinos  | junto a Sam Neill, Nevan Rowe, Ian Mune & Warren Oates                               |

- Teatro[6]

| Año       | Obra                                  | Personaje | Director (a)      | Teatro                 | Notas                                                              |
| --------- | ------------------------------------- | --------- | ----------------- | ---------------------- | ------------------------------------------------------------------ |
| 2012      | The Golden Dragon                     | -         | Daniel Clarke     | Melbourne Theatre      | junto a Rodney Afif, Ash Flanders & Jan Friedl                     |
| 2012      | Beyond the Neck                       | -         | -                 | Red Stitch Theatre     | junto a Philippa Spicer, Emmaline Carroll & Marcus McKenzie        |
| 2011      | Circle Mirror Transformation          | James     | Aidan Fennessy    | Melbourne Theatre      | junto a Kate Cole, Brigid Gallacher, Ben Grant & Deidre Rubenstein |
| 2010      | The Nightwatchman                     | Bill      | Matt Scholten     | Theatreworks           | junto a Zoe Ellerton-Ashley & Brad Williams                        |
| 2010      | Richard III                           | -         | Simon Phillips    | Sumner Theatre         | junto a Ian Bliss, Paul Ireland, Ewen Leslie & Lachlan Woods       |
| 2009      | August: Osage County                  | -         | Simon Phillips    | Playhouse Theatre      | junto a Heidi Arena, Robert Menzies, Robyn Nevin & Sean Taylor     |
| 2007      | Two Brothers                          | -         | Simon Phillips    | Circa Theatre          | junto a James Ashcroft, Arthur Meek & Martyn Wood                  |
| 2006      | Hotel Sorrento                        | -         | Bruce Myles       | Royal Theatre          | junto a Jared Daperis, Beverley Dunn & Marcella Russo              |
| 2005      | Democracy                             | -         | Michael Blakemore | Sydney Theatre         | junto a Brandon Burke, Paul Goddard, Philip Quast & Sean Taylor    |
| 2004      | Club Refuge                           | -         | -                 | -                      | junto a Corinne Grant, Adam McConvell & Maggie Millar              |
| 2003      | Wonderlands                           | -         | Marion Potts      | Butter Factory Theatre | junto a Annie Byron, Scott Johnson & Pauline Whyman                |
| 2001,2002 | The Aunt's Story                      | -         | Adam Cook         | Belvoir St. Theatre    | junto a Julia Blake, Helen Morse & Genevieve Picot                 |
| 2002      | Post Felicity                         | -         | Aubrey Mellor     | Playbox Theatre        | junto a Kate Fitzpatrick & D. J. Foster                            |
| 1997      | Navigating                            | -         | Richard Wherrett  | -                      | junto a Janet Andrewartha, Michael Forde & Jacki Weaver            |
| 1996      | Jerusalem                             | -         | Bruce Myles       | Merlyn Theatre         | junto a Marco Chiappi, Tammy McCarthy & Simon Wilton               |
| 1995      | Dead White Males                      | -         | Wayne Harrison    | -                      | junto a Michael Fry, Glenn Hazeldine, John Howard & Sarah Walker   |
| 1994,1995 | Falling from Grace                    | -         | Aubrey Mellor     | Canberra Theatre       | junto a Cathy Godbold, Deidre Rubenstein & Sean Scully             |
| 1992      | Sex Diary of an Infidel               | -         | Bruce Myles       | Playbox Theatre        | junto a Janet Andrewartha, Paul Lum & Anthony Wong                 |
| 1991      | The Girl Who Saw Everything           | -         | Janis Balodis     | Russell Street Theatre | junto a Tamara Cook, Gary Day & Louise Siversen                    |
| 1990      | The House of Blue Leaves              | -         | Roger Hodgman     | Playhouse Theatre      | junto a Merridy Eastman, Bruce Myles & Robyn Nevin                 |
| 1990      | Woman in Mind                         | -         | Terence Clarke    | Playhouse Theatre      | junto a Paul English, Gary Files & John O'May                      |
| 1987      | A Day in the Death of Joe Egg         | -         | Simon Phillips    | Ruseell Theatre        | junto a Belinda Davey, Jacki Weaver & Nadine Garner                |
| 1986      | The Norman Conquests                  | -         | Simon Hopkinson   | Russell Street Theatre | junto a Terry Bader, Judith McGrath & Kirsty Child                 |
| 1985      | Season's Greetings                    | -         | Gary Down         | Russell Street Theatre | junto a Alan Andrews, Judith McGrath, Rona McLeod & Anne Phelan    |
| 1985      | Benefactors                           | -         | Graeme Blundell   | Russell Street Theatre | junto a Frank Gallacher, Genevieve Picot & Barbara Stephens        |
| 1985      | Glengarry Glen Ross                   | -         | Robert Benedetti  | Russell Street Theatre | junto a Peter Cummins, Frank Gallacher & Conor McDermottroe        |
| 1984      | Caravan                               | -         | John Tasker       | -                      | junto a Antonia Murphy, Kate Sheil & Ross Thompson                 |
| 1983      | Three Sisters                         | -         | Bruce Myles       | Athenaeum Theatre      | junto a Chris Connelly, Katrina Foster & Vivean Gray               |
| 1983      | Man and Superman                      | -         | John Sumner       | Athenaeum Theatre      | junto a Judy Nunn, Don Crosby & Douglas Hedge                      |
| 1981,1982 | Einstein                              | -         | Bruce Myles       | National Theatre       | junto a Gary Down & Frederick Parslow                              |
| 1981      | Antigone                              | -         | Steve Agnew       | Athenaeum Theatre      | junto a Celia de Burgh, John Lee & Genevieve Picot                 |
| 1980      | Demolition Job                        | -         | Judith Alexander  | Athenaeum Theatre      | junto a Stephen Clar & Tim Hughes                                  |
| 1980      | Wings                                 | -         | Malcolm Robertson | Playbox Theatre        | junto a Ron Challinor, Judith McGrath & Joseph Spano               |
| 1980      | Rosencrantz and Guildenstern are Dead | -         | Bruce Myles       | Athenaeum Theatre      | junto a Sally Cahill, David Cameron, Gary Day & John Walton        |
| 1979,1980 | Hamlet                                | -         | John Sumner       | Athenaeum Theatre      | junto a David Cameron, Jonathan Hardy & Derek Williams             |
| 1979      | Cinderella                            | -         | Frank Hauser      | Athenaeum Theatre      | junto a Jonathan Hardy, Natalie Lynch & Colette Mann               |
| 1979      | The Alchemist                         | -         | Frank Hauser      | Athenaeum Theatre      | junto a Vivien Davies, David Downer, Bruce Kerr & Ernest Wilson    |